# 堯約斯省
堯約斯省（西班牙語：Provincia de Yauyos），是秘魯的省份，位於該國中南部利馬大區，首府是堯約斯，始建於1821年8月4日，面積6,902平方公里，2007年人口27,501，人口密度每平方公里3.98人。